# Guillermo Gorostiza
Guillermo Gorostiza Paredes znany jako Gorostiza (ur. 15 lutego 1909 w Santurtzi, zm. 23 sierpnia 1966 w Bilbao) – hiszpański piłkarz i trener, reprezentant kraju, grający na pozycji napastnika. 

## Kariera klubowa
Karierę piłkarską rozpoczął w 1927 w klubie Arenas Getxo. Po roku przeszedł do Racing de Ferrol, z którym zdobył mistrzostwo Galicji w sezonie 1928/29. 
Od 1929 występował w Athleticu Bilbao, w którym to klubie zdobywał 4 razy zdobywał Puchar Króla w sezonach 1929/30, 1930/31, 1931/32 i 1932/33. Czterokrotnie sięgał z drużyną po mistrzostwo Hiszpanii w sezonach 1929/30, 1930/31, 1933/34 i 1935/36. Był także dwukrotnym królem strzelców ligi w sezonach 1929/30 i 1931/32. Przez 11 lat gry dla zespołu ze stolicy Kraju Basków rozegrał 140 spotkań, w których strzelił 106 bramek.
W 1940 przeszedł do Valencia CF. W klubie tym zdobył Puchar Króla w sezonie 1940/41, oraz 2 razy mistrzostwo Hiszpanii w sezonach 1941/42 i 1943/44. Sezon 1946/47 spędził w Barakaldo CF, gdzie pełnił również rolę grającego trenera. Następnie grał w  Juvencia de Trubia. W 1948 grał w CD Logroñés, gdzie również występował jako grający trener. Po sezonie 1948/49 zakończył karierę piłkarską. 
| Sezon   | Klub               | Kraj      | Rozgrywki        | Mecze | Bramki |
| ------- | ------------------ | --------- | ---------------- | ----- | ------ |
| 1927/28 | Arenas Getxo       | Hiszpania |                  |       |        |
| 1928/29 | Racing de Ferrol   | Hiszpania |                  |       |        |
| 1929/30 | Athletic Bilbao    | Hiszpania | Primera División | 18    | 20     |
| 1930/31 | Athletic Bilbao    | Hiszpania | Primera División | 18    | 17     |
| 1931/32 | Athletic Bilbao    | Hiszpania | Primera División | 15    | 9      |
| 1932/33 | Athletic Bilbao    | Hiszpania | Primera División | 17    | 14     |
| 1933/34 | Athletic Bilbao    | Hiszpania | Primera División | 15    | 14     |
| 1934/35 | Athletic Bilbao    | Hiszpania | Primera División | 18    | 8      |
| 1935/36 | Athletic Bilbao    | Hiszpania | Primera División | 18    | 10     |
| 1936/37 | Athletic Bilbao    | Hiszpania |                  |       |        |
| 1937/38 | Athletic Bilbao    | Hiszpania |                  |       |        |
| 1938/39 | Athletic Bilbao    | Hiszpania |                  |       |        |
| 1939/40 | Athletic Bilbao    | Hiszpania | Primera División | 21    | 14     |
| 1940/41 | Valencia CF        | Hiszpania | Primera División | 21    | 14     |
| 1941/42 | Valencia CF        | Hiszpania | Primera División | 24    | 20     |
| 1942/43 | Valencia CF        | Hiszpania | Primera División | 13    | 2      |
| 1943/44 | Valencia CF        | Hiszpania | Primera División | 21    | 16     |
| 1944/45 | Valencia CF        | Hiszpania | Primera División | 24    | 16     |
| 1945/46 | Valencia CF        | Hiszpania | Primera División | 13    | 4      |
| 1946/47 | Barakaldo CF       | Hiszpania | Segunda División | 20    | 14     |
| 1947/48 | Juvencia de Trubia | Hiszpania | Tercera División |       |        |
| 1948/49 | CD Logroñés        | Hiszpania | Tercera División |       |        |

## Kariera reprezentacyjna
Gorostiza karierę reprezentacyjną rozpoczął 14 czerwca 1930 meczem z reprezentacją Czechosłowacji, przegranym 0:2. 
W 1934 został powołany na Mistrzostwa Świata. Wystąpił w dwóch spotkaniach, z Brazylią i z Włochami. Razem z drużyną osiągnął na tamtym turnieju ćwierćfinał. 
Po raz ostatni w reprezentacji, dla której zagrał w 19 spotkaniach i strzelił 2 bramki, wystąpił 28 grudnia 1941 w wygranym 3:2 meczu ze Szwajcarią. Grał także w reprezentacji Kraju Basków.
| Mecze i gole w reprezentacji | Mecze i gole w reprezentacji | Mecze i gole w reprezentacji | Mecze i gole w reprezentacji | Mecze i gole w reprezentacji | Mecze i gole w reprezentacji | Mecze i gole w reprezentacji |
| #                            | Data                         | Miasto                       | Przeciwnik                   | Gol                          | Wynik                        | Rozgrywki                    |
| ---------------------------- | ---------------------------- | ---------------------------- | ---------------------------- | ---------------------------- | ---------------------------- | ---------------------------- |
| 1.                           | 14.06.1930                   | Praga                        | Czechosłowacja               |                              | 0:2                          | towarzyski                   |
| 2.                           | 30.11.1930                   | Porto                        | Portugalia                   |                              | 1:0                          | towarzyski                   |
| 3.                           | 19.04.1931                   | Bilbao                       | Włochy                       |                              | 0:0                          | towarzyski                   |
| 4.                           | 26.04.1931                   | Barcelona                    | Irlandia                     |                              | 1:1                          | towarzyski                   |
| 5.                           | 09.12.1931                   | Londyn                       | Anglia                       | Gol                          | 1:7                          | towarzyski                   |
| 6.                           | 13.12.1931                   | Dublin                       | Irlandia                     |                              | 5:0                          | towarzyski                   |
| 7.                           | 24.04.1932                   | Oviedo                       | Jugosławia                   |                              | 2:1                          | towarzyski                   |
| 8.                           | 11.03.1934                   | Madryt                       | Portugalia                   |                              | 9:0                          | MŚ 1934                      |
| 9.                           | 18.03.1934                   | Lizbona                      | Portugalia                   |                              | 2:1                          | MŚ 1934                      |
| 10.                          | 27.05.1934                   | Genua                        | Brazylia                     |                              | 3:1                          | MŚ 1934                      |
| 11.                          | 31.05.1934                   | Florencja                    | Włochy                       |                              | 1:1                          | MŚ 1934                      |
| 12.                          | 24.01.1935                   | Madryt                       | Francja                      |                              | 2:0                          | towarzyski                   |
| 13.                          | 05.05.1935                   | Lizbona                      | Portugalia                   | Gol                          | 3:3                          | towarzyski                   |
| 14.                          | 12.05.1935                   | Kolonia                      | III Rzesza                   |                              | 2:1                          | towarzyski                   |
| 15.                          | 26.04.1936                   | Praga                        | Czechosłowacja               |                              | 0:1                          | towarzyski                   |
| 16.                          | 03.05.1936                   | Berno                        | Szwajcaria                   |                              | 2:0                          | towarzyski                   |
| 17.                          | 12.01.1941                   | Lizbona                      | Portugalia                   |                              | 2:2                          | towarzyski                   |
| 18.                          | 16.03.1941                   | Bilbao                       | Portugalia                   |                              | 5:1                          | towarzyski                   |
| 19.                          | 28.12.1941                   | Walencja                     | Szwajcaria                   |                              | 3:2                          | towarzyski                   |

## Sukcesy
Racing de Ferrol
- Mistrzostwo Galicji (1): 1928/29

Athletic Bilbao
- Mistrzostwo Hiszpanii (4): 1929/30, 1930/31, 1933/34, 1935/36
- Puchar Króla (4): 1929/30, 1930/31, 1931/32, 1932/33
- Król strzelców Primera División (2): 1929/30 (19 bramek),  1931/32 (12 bramek)

Valencia CF
- Mistrzostwo Hiszpanii (2): 1941/42, 1943/44
- Puchar Króla (1): 1940/41